# Liquid Tension Experiment
Liquid Tension Experiment američki je progresivna rock sastav, osnovan 1997. godine. Sastav je dosad izdao dva albuma u četveročlanoj postavi i još dva albuma u tročlanoj postavi (zvanoj Liquid Trio Experiment), 2007. godine bez Petruccija i 2009. bez Rudessa. 

## Povijest

### Liquid Tension Experiment
Supergrupa Liquid Tension Experiment bila je ideja bubnjara Dream Theatera, Mikea Portnoya, koji je 1997. godine pozvao basista Tonyja Levina i klavijaturista Jordana Rudessa u želji da osnuje instrumentalnu rock grupu. Na mjesto gitarista pozvao je Dimebaga Darrella, tada gitarista thrash metal grupe Pantera, koji ga je odbio jer nije uspio naći vremena za Portnoyjev projekt. Njegova druga opcija bio je Jim Matheos iz sastava Fates Warning koji ga je iz istih razloga odbio. Ostavljen bez opcija Portnoy se obraća kolegi iz Dream Theatera Johnu Petrucciju koji prihvaća njegovu ponudu.
Sastav je izdao dva albuma, Liquid Tension Experiment (1998.) i Liquid Tension Experiment 2 (1999.) prije nego što je Mike Portnoy odlučio prekinuti s projektom. Osnovni razlog bio je što je klavijaturist Jordan Rudess nakon snimljenog prvog albuma također postao članom Dream Theatera, pa je Portnoy smatrao kako će glazba između ta dva sastava postati previše slična jer su tri od četiri člana Liquid Tension Experimenta bili članovi Dream Theatera.

### Liquid Trio Experiment
2007. godine Portnoy je najavio kako će sastav ipak izdati treći album. Tijekom snimanja Petrucci je morao napustiti studio iz privatnih razloga. Tako je 23. listopada 2007. izdan treći album, Spontaneous Combustion. Sastav je ovaj album izdao pod nazivom Liquid Trio Experiment. Sastav je također izdao i uživo album When the Keyboard Breaks: Live in Chicago bez klavijaturista Rudessa pod nazivom Liquid Trio Experiment 2.

## Članovi sastava

### Liquid Tension Experiment
- Mike Portnoy
- Tony Levin
- Jordan Rudess
- John Petrucci

### Liquid Trio Experiment
- Mike Portnoy
- Tony Levin
- Jordan Rudess

### Liquid Trio Experiment 2
- Mike Portnoy
- Tony Levin
- John Petrucci

## Diskografija

### Liquid Tension Experiment
- Liquid Tension Experiment (1998.)
- Liquid Tension Experiment 2 (1999.)
- Liquid Tension Experiment 3 (2021.)

### Liquid Trio Experiment
- Spontaneous Combustion (2007.)

### Liquid Trio Experiment 2
- When the Keyboard Breaks: Live in Chicago (2009.)

## Vanjske poveznice
- Službene stranice  Arhivirana inačica izvorne stranice od 2. rujna 2004. (Wayback Machine)
- Obnoxious Listeners: Liquid Tension Experiment  Arhivirana inačica izvorne stranice od 8. ožujka 2011. (Wayback Machine)